# Тон Дык Тханг
Тон Дык Тханг (вьет. Tôn Đức Thắng; 20 августа 1888, Лонгсюен, Французский Индокитай, Франция — 30 марта 1980[…], Ханой) — вьетнамский государственный и политический деятель. Второй и последний президент Демократической Республики Вьетнам и первый президент Социалистической Республики Вьетнам. Лауреат Международной Сталинской премии «За укрепление мира между народами» (1955).

## Биография
Родился 20 августа 1888 года в общине Михоахынг (вьет. Mỹ Hòa Hưng) провинции Лонгсюен (ныне провинция Анзянг). В детстве получил традиционное образование (включавшее ханвьет, китайскую философию и историю) у частного преподавателя в городе Лонгсюен, затем поступил в начальную школу современного типа в этом же городе, где выучил французский язык.
В возрасте 18 лет переехал в Сайгон, где сначала учился в Дальневосточном институте промышленности (1906—1909), а затем работал на заводе Башон, где, в частности, в 1912 году организовал забастовку.
Во время Первой мировой войны служил механиком во французском военно-морском флоте. По утверждениям множества источников, в 1919 году участвовал в восстании французских моряков в Чёрном море на броненосном крейсере «Вальдек-Руссо» в поддержку Советской России - и в результате был арестован. Однако данный факт поставлен под сомнение некоторыми современными исследователями биографии Тон Дык Тханга. После демобилизации работал в Париже на заводе Рено.
В 1920 году вернулся на родину и поступил на работу в доки Башона, где, согласно официальной версии, занялся организацией подпольного профсоюзного движения, которая вылилась в первую политическую забастовку рабочих во Вьетнаме (август 1925 года), в которой участвовало около 1000 человек. Однако политические цели этой забастовки также не бесспорны.
В 1927 году вступил в Товарищество революционной молодёжи Вьетнама, где вошёл в центральный комитет Юга Вьетнама. В 1929 году был арестован в связи с так называемым «делом об убийстве на улице Барбье» (фр. Barbier) (ныне улица Ли Чан Куана (вьет. Lí Trần Quán)) в Сайгоне. Как член регионального центрального комитета Тон Дык Тханг назначил трибунал в составе трёх человек (28, 24 и 23 лет), который вынес смертный приговор одному из членов Товарищества за «серьёзную ошибку» — его отношение к активистке организации: он не «пренебрегал своими личными чувствами до той степени, чтобы всецело посвятить себя революции». Что скрывается за этой формулировкой, понять невозможно. Решение трибунала было приведено в исполнение в ночь с 9 на 10 декабря 1928 года. Приговор суда по этому делу был объявлен 15 июля 1930 года: Тон Дык Тханг получил 20 лет каторжных работ на острове Пуло Кондор. В том же году вступил в Коммунистическую партию Индокитая, с 1947 — член Центрального комитета Коммунистической партии Вьетнама.
После августовской революции был освобождён и стал одним из руководителей вооружённой борьбы против французских властей в Южном Вьетнаме. В марте 1951 — сентябре 1955 года был председателем Постоянного комитета Национального фронта Льен-Вьет, с 1955 — председатель Президиума ЦК Отечественного фронта Вьетнама.
В 1950—1969 годах — председатель Общества вьетнамо-советской дружбы.
В 1949—1955 годах — вице-председатель Постоянного комитета Национального собрания ДРВ. В 1955—1960 годах — председатель Постоянного комитета Национального собрания ДРВ.
В 1960—1969 годах — вице-президент ДРВ, после смерти Хо Ши Мина в 1969 году — президент.
При нём многочисленные вооружённые стычки на границе с Кампучией переросли в войну, в ходе которой вьетнамские войска вошли на камбоджийскую территорию, контролируемую «красными кхмерами», и захватили Пномпень.
После кончины Председателя Постоянного комитета ВСНП КНР Чжу Дэ 6 июля 1976 года и вплоть до своей кончины Тон Дык Тханг являлся самым пожилым действующим главой государства на планете. Умер 30 марта 1980 года в Ханое от сердечной недостаточности в возрасте 91 года.